# Комаров, Владимир Дмитриевич (конькобежец)
Влади́мир Дми́триевич Комаро́в (5 января 1949 — 23 июля 2018) — советский конькобежец, участник Олимпиады 1972 года, мастер спорта международного класса (1973), заслуженный тренер РСФСР (1986), заслуженный работник физической культуры РФ (1999), глава Федерации конькобежного спорта России (1974—2009).

## Биография
Владимир Дмитриевич Комаров родился 5 января 1949 года[где?].
- 1972 — участник Мюнхенской Олимпиады 1972 года,
- 1973 — мастер спорта международного класса,
- 1974—2009 — глава Федерации конькобежного спорта России.
- 1979 — выпускник Московского областного государственного института физической культуры.
- 1986 — заслуженный тренер РСФСР,
- 1999 — заслуженный работник физической культуры РФ.
- 2009-2010 — Первый вице-президент Союза конькобежцев России.

Владимир Дмитриевич скончался 23 июля 2018 года.

### Тренерская деятельность
Владимир Дмитриевич готовил сборную команду Москвы по конькобежному спорту к участию в Спартакиадах народов РСФСР и СССР в 1979, 1982 и 1986 гг.